# 艾克斯拉鱼属
艾克斯拉鱼属（学名：Exellia），生存于渐新世（约3400万年前）的欧洲附近的特提斯洋。
成年魚的形狀類似於白鯧或鲯鳅，具有非常大的腹鰭、背鰭，幼魚類似於石首鱼。
先發現的物種是E. proxima ，後發現E. velifer 。
E. velifer有许多成年和幼魚的化石可供考察，大多數研究人員認為艾克斯拉鱼是一属已灭绝的白鯧科鱼类。